# Super G femmes des championnats du monde de ski alpin 2023
Navigation
Cortina d'Ampezzo 2021 Saalbach 2025
Le Super G femmes des Championnats du monde de ski alpin 2023 se déroule le 8 février 2023  à Méribel en France. Après Federica Brignone dans le combiné alpin, le deuxième titre féminin accordé dans ces Mondiaux revient à nouveau à l'Italie. Marta Bassino, sacrée en parallèle en 2021 à Cortina d'Ampezzo et qui n'a pas encore gagné un Super-G en Coupe du monde, se montre la meilleure dans toute la partie technique et tournante du tracé de la piste Roc de Fer, emmenant de plus en plus de vitesse jusqu'à la ligne d'arrivée, après avoir accumulé du retard dans la section de glisse des 20 premières secondes de course. Mais les écarts sont faibles : Mikaela Shiffrin gagne sa douzième médaille aux Mondiaux en prenant la médaille d'argent à 11/100e de seconde, alors que Cornelia Hütter et Kajsa Vickhoff Lie se partagent le bronze à 33/100e. Marta Bassino doit attendre jusqu'au passage du dossard n°30 d'Alice Robinson qui finit septième à 54/100e pour être certaine de l'avoir emporté. 

## Médaillés

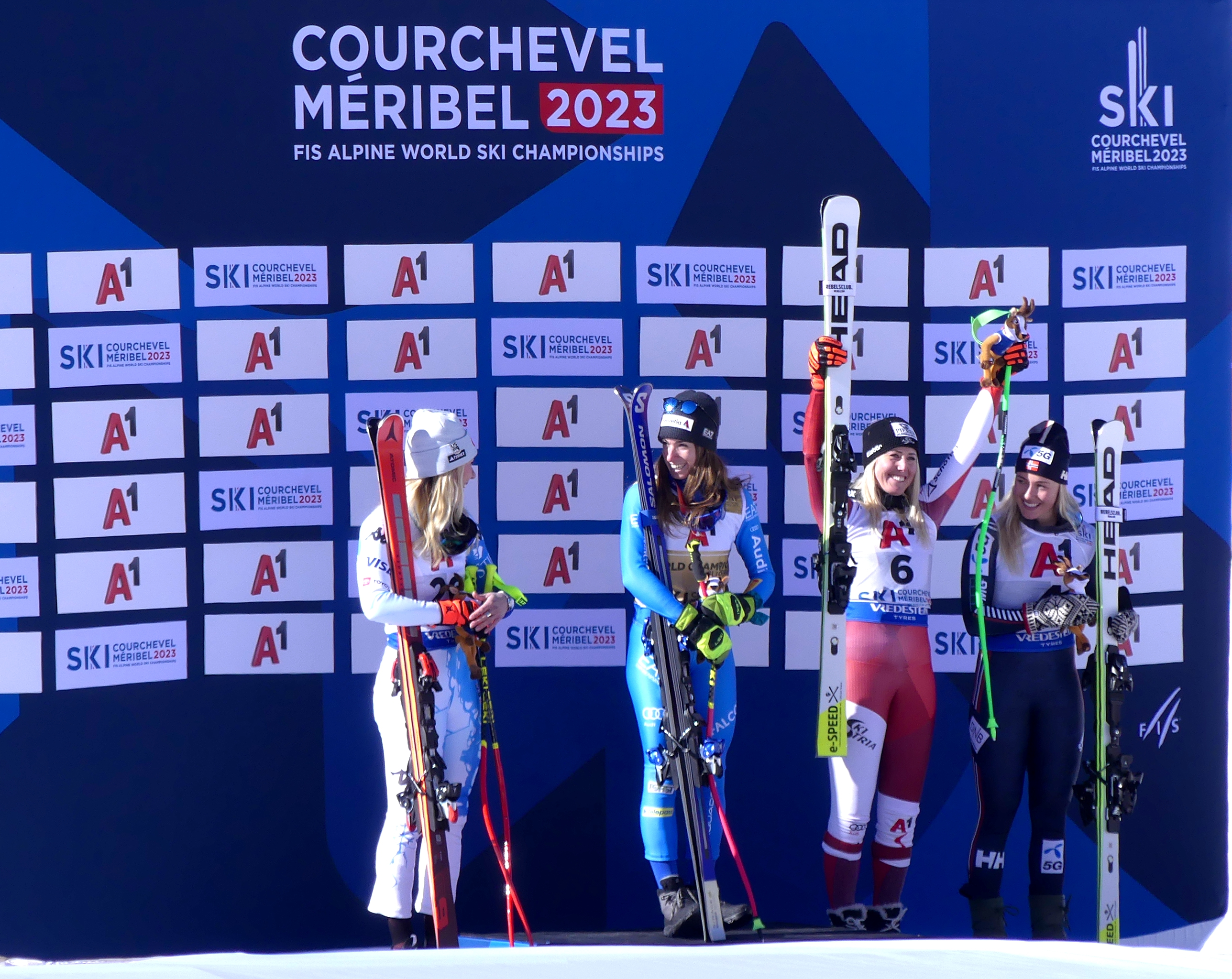
Podium de la course.

| Or            | Argent           | Bronze                             |
| Marta Bassino | Mikaela Shiffrin | Cornelia Hütter Kajsa Vickhoff Lie |

## Résultats
Le départ de la course est donné à 11 h 30
| RanG               | Bib                     | Nom                   | Pays               | Temps         | Diff     |
| ------------------ | ----------------------- | --------------------- | ------------------ | ------------- | -------- |
| Médaille d'or      | 8                       | Marta Bassino         | Italie             | 1 min 28 s 06 | —        |
| Médaille d'argent  | 9                       | Mikaela Shiffrin      | États-Unis         | 1 min 28 s 17 | + 0 s 11 |
| Médaille de bronze | 6                       | Cornelia Hütter       | Autriche           | 1 min 28 s 39 | + 0 s 33 |
| Médaille de bronze | 4                       | Kajsa Vickhoff Lie    | Norvège            | 1 min 28 s 39 | + 0 s 33 |
| 5                  | 14                      | Ragnhild Mowinckel    | Norvège            | 1 min 28 s 42 | + 0 s 36 |
| 6                  | 11                      | Lara Gut-Behrami      | Suisse             | 1 min 28 s 43 | + 0 s 37 |
| 7                  | 30                      | Alice Robinson        | Nouvelle-Zélande   | 1 min 28 s 60 | + 0 s 54 |
| 8                  | 13                      | Federica Brignone     | Italie             | 1 min 28 s 61 | + 0 s 55 |
| 9                  | 17                      | Tessa Worley          | France             | 1 min 28 s 64 | + 0 s 58 |
| 10                 | 3                       | Michelle Gisin        | Suisse             | 1 min 28 s 75 | + 0 s 69 |
| 11                 | 20                      | Sofia Goggia          | Italie             | 1 min 28 s 82 | + 0 s 76 |
| 12                 | 23                      | Ilka Štuhec           | Slovénie           | 1 min 28 s 84 | + 0 s 78 |
| 13                 | 18                      | Joana Hählen          | Suisse             | 1 min 28 s 86 | + 0 s 80 |
| 14                 | 16                      | Laura Gauché          | France             | 1 min 28 s 98 | + 0 s 92 |
| 15                 | 7                       | Elena Curtoni         | Italie             | 1 min 29 s 07 | + 1 s 01 |
| 16                 | 10                      | Romane Miradoli       | France             | 1 min 29 s 10 | + 1 s 04 |
| 17                 | 1                       | Ramona Siebenhofer    | Autriche           | 1 min 29 s 12 | + 1 s 06 |
| 18                 | 25                      | Emma Aicher           | Allemagne          | 1 min 29 s 21 | + 1 s 15 |
| 19                 | 15                      | Mirjam Puchner        | Autriche           | 1 min 29 s 59 | + 1 s 53 |
| 20                 | 12                      | Corinne Suter         | Suisse             | 1 min 29 s 62 | + 1 s 56 |
| 21                 | 19                      | Tamara Tippler        | Autriche           | 1 min 29 s 70 | + 1 s 64 |
| 22                 | 5                       | Jasmine Flury         | Suisse             | 1 min 29 s 73 | + 1 s 67 |
| 23                 | 2                       | Kira Weidle           | Allemagne          | 1 min 29 s 87 | + 1 s 81 |
| 24                 | 26                      | Breezy Johnson        | États-Unis         | 1 min 30 s 15 | + 2 s 09 |
| 25                 | 28                      | Elvedina Muzaferija   | Bosnie-Herzégovine | 1 min 30 s 21 | + 2 s 15 |
| 26                 | 22                      | Marie-Michèle Gagnon  | Canada             | 1 min 30 s 48 | + 2 s 42 |
| 27                 | 35                      | Greta Small           | Australie          | 1 min 31 s 83 | + 3 s 77 |
| 28                 | 32                      | Ania Monica Caill     | Roumanie           | 1 min 32 s 38 | + 4 s 32 |
| 29                 | 36                      | Noa Szőllős           | Israël             | 1 min 32 s 69 | + 4 s 63 |
| 30                 | 37                      | Anastasiya Shepilenko | Ukraine            | 1 min 33 s 05 | + 4 s 99 |
| 31                 | 33                      | Sabrina Simader       | Kenya              | 1 min 34 s 38 | + 6 s 32 |
|                    | 21                      | Isabella Wright       | États-Unis         | Abandon       | Abandon  |
| 24                 | Valérie Grenier         | Canada                |                    | Abandon       | Abandon  |
| 27                 | Maryna Gąsienica-Daniel | Pologne               |                    | Abandon       | Abandon  |
| 29                 | Karen Smadja-Clément    | France                |                    | Abandon       | Abandon  |
| 31                 | Tricia Mangan           | États-Unis            |                    | Abandon       | Abandon  |
| 34                 | Cande Moreno            | Andorre               |                    | Abandon       | Abandon  |